# کوه شارکتوث
کوه شارکتوث (به انگلیسی: Sharktooth Peak) یک کوه در ایالات متحده آمریکا است که در کالیفرنیا واقع شده‌است.